# Alfred Rust
Alfred Rust (ur. 4 lipca 1900 w Hamburgu, zm. 14 sierpnia 1983 w Ahrensburgu) – niemiecki archeolog ze Szlezwik-Holsztyn, ceniony m.in. za badania wykopaliskowe w Jabrud i Meiendorf. Badał i opisał kulturę łowców reniferów na terenie północnych Niemiec (kultura hamburska). Jego interpretacje bywają uznawane za błędne. 
Opublikował m.in.:
- u. a. Das altsteinzeitl. Rentierjägerlager Meiendorf, 1937
- Die alt- u. mittelsteinzeitl. Funde v. Stellmoor, 1943
- Die Höhlenfunde v. Jabrud. Syrien, 1950
- Die jungpaläolith. Zeltanlagen v. Ahrensburg, 1958
- Vor 20,000 Jahren : Rentierjäger der Eiszeit. Neumünster, Karl Wachholtz Verlag, 1972, 3. Auflage
- Werkzeuge d. Frühmenschen in Europa, 1971
- Urreligiöses Verhalten u. Opferbrauchtum d. eiszeitl. Homo sapiens, 1974